# David S. Landes
David S. Landes (* 29. April 1924 in Brooklyn, New York, USA als David Saul Landes; † 17. August 2013 in Haverford, Pennsylvania) war ein US-amerikanischer Wirtschaftshistoriker. Er war professor emeritus of economics an der Harvard University, retired professor of history an der George Washington University und maßgeblicher Autor seiner Zeit zu wirtschafts- und kulturgeschichtlichen Themen wie des Kolonialismus, der industriellen Revolution und des Imperialismus.

## Leben und Werk
David Saul Landes wurde 1924 in Brooklyn geboren. Er besuchte ein College New York City, das er 1942 erfolgreich abschloss. Bereits ein Jahr darauf erhielt er einen Master der Harvard University. Sogleich wurde er in die US-Armee eingezogen und diente dort beim Nachrichtenkorps. Er lernte Japanisch, Codiersprachen und Decodiertechniken. 1945 bis 1946 erforschte er für die Armee in Deutschland die Pläne der Nazis gegen die alliierte Invasion in der Normandie, die am 6. Juni 1944 begonnen hatte. Danach studierte er mit Arthur H. Cole und Donald McKay in Harvard weiter, und 1953 wurde er an der Harvard University zum Ph. D. promoviert.
Nach der Promovierung wurde Landes Fellow bei der Gesellschaft für Fellows an der Harvard University. Später wechselte er an die Columbia University in New York City, wo er zuerst Assistent und danach Associate Professor wurde. 1957 bis 1958 war er erneut Fellow am Center for Advanced Study in the Behavioral Sciences an der Stanford University in Kalifornien. 1959 bis 1964 war er als Professor für Geschichte und Wirtschaft an der University of California in Berkeley tätig. Danach kehrte er als Professor nach Harvard zurück. 1981 bis 1993 war er zusätzlich verantwortlich für das Committee on Degrees in Social Studies, ein interdisziplinäres Programm in Geschichts- und Sozialwissenschaften. 1984 wurde er Senior Fellow der Harvard-Fellows-Gesellschaft. Als er 1996 in den Ruhestand trat, hatte er die Coolidge Professur für Geschichte und Wirtschaft inne.
Sein Buch Der entfesselte Prometheus von 1973 ist laut Toni Pierenkemper ein „Standardwerk zur Industrialisierung Westeuropas mit besonderer Berücksichtigung der technologischen Neuerungen“.
In seinem Hauptwerk Wohlstand und Armut der Nationen. Warum die einen reich und die anderen arm sind von 1998 zeigte er anhand wichtiger geschichtlicher Ereignisse auf, weshalb sich der Westen seit dem Mittelalter so schnell entwickelt und andere Kulturkreise überholt hat. Nach seinen Erkenntnissen hat es mit der Freude und Lust am Entdecken und Erfinden der Europäer zu tun. Diese neu entstandene Kultur basiere zudem auf der jüdisch-christlichen Achtung der Handarbeit und der Unterwerfung der Natur unter den Menschen, dem linearen Zeitbegriff und der zunehmenden Marktorientierung. Er teilte die These des deutschen Soziologen Max Weber von der protestantischen Ethik und dem Geist des Kapitalismus von 1904 weitgehend, führte sie eigenständig weiter, ergänzte sie mit geographischen, klimatischen und sozialen Elementen.

## Familie
Landes verstarb am 17. August 2013 im Alter von 89 Jahren, kurz zuvor war seine 69-jährige Frau Sonja T. Landes gestorben. Zu seinen Nachkommen gehören der Historiker Richard Landes, seine Töchter Jane Landes Foster und Alison Landes Fiekowsky, einige Enkel und Urenkel.

## Ehrungen und Mitgliedschaften
Landes war gewähltes Mitglied zahlreicher wissenschaftlicher Akademien und Vereinigungen, unter anderem wurde er 1967 in die American Academy of Arts and Sciences, 1982 in die American Philosophical Society und 1983 in die National Academy of Sciences gewählt. 1977 wurde er korrespondierendes Mitglied der British Academy. 1997 wurde er auswärtiges Mitglied der Academia Europaea. Er erhielt sechs Ehrendoktorate. 2004 erhielt er die Leonardo da Vinci Medal.

## Schriften
- Bankers and Pashas: International Finance and Economic Imperialism in Egypt. Heinemann, London 1958
- Das Bankhaus Bleichröder. Ein Zwischenbericht, in Robert Weltsch Hg.: Deutsches Judentum, Aufstieg und Krise. Gestalten, Ideen, Werke. Vierzehn Monographien. Veröffentlichung des Leo Baeck Instituts. Deutsche Verlagsanstalt, Stuttgart 1963 S. 187–215
- The Unbound Prometheus: Technological Change and Industrial Development in Western Europe from 1750 to the Present. Cambridge University Press, Cambridge 1969
  - Der entfesselte Prometheus. Technologischer Wandel und industrielle Entwicklung in Westeuropa von 1750 bis zur Gegenwart. Kiepenheuer und Witsch, Köln 1973, ISBN 3-462-00921-4; dtv, München 1983, ISBN 3-423-04418-7
    - Aufstieg der Bürger. Rezension von Robert S. Williger, Die Zeit, 25. Januar 1974
- Revolution in Time. Clocks and the Making of the Modern World. W. W. Norton, New York 1983 (auch bei Harvard University Press, Cambridge/Mass./ London 1983).
- The Wealth and Poverty of Nations: Why Some Are So Rich and Some So Poor. W. W. Norton, New York 1998
  - Wohlstand und Armut der Nationen. Warum die einen reich und die anderen arm sind. Siedler, Berlin 1999, ISBN 3-88680-525-5; Berliner Taschenbuch-Verlag, Berlin 2002, ISBN 3-442-76126-3
    - Dietrich Creutzburg: Der Amerikaner David S. Landes erklärt, warum Europa bei der wirtschaftlichen Entwicklung die Nase vorn hatte. In: Tagesspiegel. 10. Oktober 1999 (Online). Rezension von Dietrich Creutzburg, Der Tagesspiegel, 10. Oktober 1999
    - Die unaufhebbare Ungleichheit. Rezension von Herfried Münkler, Die Zeit, Nr. 42/1999
- Dynasties: Fortunes and Misfortunes of the World's Great Family Businesses. Viking, New York 2006
  - Die Macht der Familie. Wirtschaftsdynastien in der Weltgeschichte. Siedler, München 2006, ISBN 3-88680-676-6; Pantheon, München 2008, ISBN 3-570-55053-2
    - Rezension von Ute Frevert, Die Zeit, 9. November 2006
    - Rezension von Daniel Jütte, Neue Zürcher Zeitung 29. November 2006
    - Rezension von Hans Langnickel, socialnet, 27. Mai 2008